# Futa Jalom
Futa Jalom (em francês: Fouta Djallon; em pular: Fuuta-Jaloo) é uma região montanhosa no centro da Guiné, um país da África Ocidental. O nome é uma amálgama do nome fula à região mais o nome dos nativos originais, os dialonquês. Em 2002, o Plano de Ação para o Chimpanzé da África Ocidental reconheceu esta região como uma área prioritária de conservação deste animal.

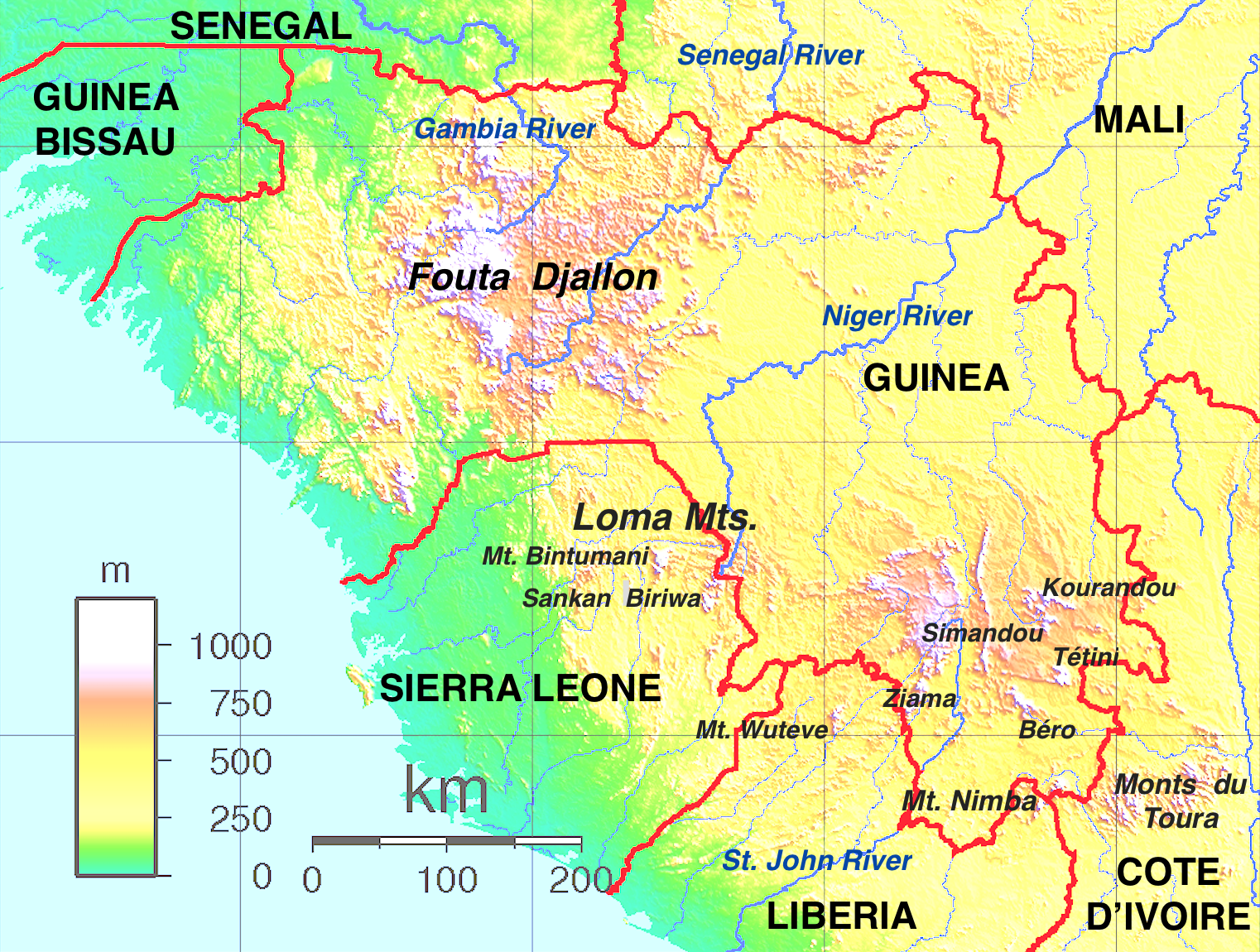
Mapa dos Planaltos da Guiné, incluindo a região de Futa Jalom